# OpenDisc

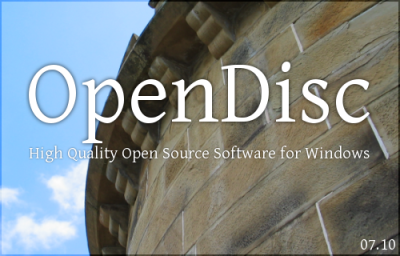
Logo d'OpenDisc.

OpenDisc est un projet et une compilation de logiciels libres sur CD pour les utilisateurs de Microsoft Windows. Les objectifs de ce projet sont de « fournir une alternative gratuite aux logiciels coûteux, avec des équivalents de qualité égale ou souvent supérieure aux logiciels propriétaires, shareware ou freeware pour Microsoft Windows », et « permettre aux utilisateurs de Linux d'apprendre un système d'exploitation pour un usage familial, professionnel et éducatif ».

## Histoire
Le projet est créé en septembre 2007 par l'ancien chef de projet OpenCD Chris Gray, qui a fait face à de nombreuses difficultés qui, selon lui, affectaient négativement l'avancement du projet sponsorisé par Canonical. Depuis le 27 septembre 2007, le projet OpenCD n'est plus en développement actif (l'ancien projet OpenCD est remplacé par OpenDisc). Les dernières mises à jour du projet OpenDisc semblent avoir eu lieu en septembre 2012.